# Gorjačij sneg
Gorjačij sneg (Горячий снег) è un film del 1972 diretto da Gavriil Georgievič Egiazarov.

## Trama
Il film racconta uno degli episodi dell'eroica battaglia contro i nazisti alla periferia di Stalingrado, in cui si manifestava appieno la forza dei soldati russi che difendevano la loro terra natale.